# Шадрин, Роман Александрович
Роман Александрович Шадрин (23 января 1967, ст. Кутейниковская, Ростовская область — 30 августа 2021, Екатеринбург) — советский и российский офицер, участник боевых действий в Чеченской республике, Герой Российской Федерации (1.12.1995). Генерал-майор (2008).

## Биография
Родился в русской крестьянской семье. Окончил среднюю школу в 1984 году.

## Военная служба и участие в боевых действиях
В Советской Армии с 1984 года. В 1984—1988 годах учился в Казанском высшем танковом командном Краснознамённом училище имени Президиума Верховного Совета Татарской АССР, по окончании которого служил в 8-й гвардейской армии Группы советских войск в Германии — командиром танкового взвода, роты, заместителем командира разведывательного мотострелкового батальона; с 1993 года — в Северо-Кавказском военном округе (батальон из немецкого города Цайтхайн был выведен в Волгоград).
С 25 декабря 1994 года — в боях первой чеченской войны в должности начальника штаба — заместителя командира 68-го отдельного разведывательного батальона 8-го армейского корпуса генерал-лейтенанта Льва Рохлина. Батальон прорвался в Грозный 31 декабря 1994 года и в тяжёлых боях понёс значительные потери, однако благодаря действиям Р. А. Шадрина избежал уничтожения и удержал захваченные позиции. С 10 января 1995 года — командир 68-го отдельного разведывательного батальона 20-й гвардейской мотострелковой дивизии.
Под его командованием батальон захватил укреплённое здание главпочтамта в Грозном. Так как главпочтамт находился в тылу боевиков, было принято рискованное решение идти скрытно и без прикрытия бронетехники. Однако дудаевцам все-таки удалось узнать о выдвижении разведчиков и организовать засаду. Шадрин принял решение организовать оборону в находившейся неподалеку школе. Более суток 30 разведчиков отбивали ожесточенные атаки нескольких сотен боевиков, а когда стали заканчиваться боеприпасы, Шадрин вызвал огонь артиллерии на себя. Вскоре разведчикам с минимальными потерями удалось выйти из окружения и при поддержке бронетехники 276-го мотострелкового полка выполнить изначальную цель и захватить здание главпочтамта.
Во главе штурмовой группы, находясь в окружении, в районе гостиницы «Кавказ» в течение двух суток отбил несколько атак противника и обеспечил взятие Федеральными войсками здания бывшего обкома. С группой из 27 разведчиков выбил дудаевцев из здания краеведческого музея и удерживал его, отразив 11 атак боевиков.
За мужество и героизм, проявленные при выполнении специального задания, Указом Президента Российской Федерации № 1125 от 1 декабря 1995 года майору Шадрину Роману Александровичу присвоено звание Героя Российской Федерации.
В 1996 году был начальником разведки 8-го армейского корпуса. В 1998 году окончил Военную академию имени М. В. Фрунзе. Затем служил начальником разведки 102-й российской военной базы (Гюмри, Армения, август — сентябрь 1999); начальником штаба (сентябрь 1999 — ноябрь 2001) и командиром (ноябрь 2001 — ноябрь 2002) 503-го гвардейского мотострелкового полка (Северо-Кавказский военный округ); участвовал в боях второй чеченской войны, в том числе в штурме села Комсомольское (март 2000). С ноября 2002 по август 2003 года служил военным комендантом города Аргун, а с августа 2003 по апрель 2004 года — командиром 207-й комендантской тактической группы. Группа под его командованием вела борьбу против терроризма на территории Ножай-Юртовского района Чеченской республики.
С апреля по август 2004 года заместителем военного комиссара Калужской области. С августа 2004 года — начальник группы оперативного управления (по борьбе с терроризмом) Северо-Кавказского округа Внутренних войск МВД России (Волгоград). С декабря 2005 года — заместитель по чрезвычайным ситуациям командующего Уральским региональным командованием Внутренних войск МВД России (Екатеринбург). В 2008 году присвоено воинское звание «генерал-майор», в том же году окончил курсы переподготовки и повышения квалификации при Военной академии Генерального штаба Вооружённых Сил Российской Федерации. 
В 2008 году находился в специальной командировке и исполнял обязанности начальника штаба сил ССПМ на южноосетинском фронте войны в Грузии.
В запасе с мая 2012 года.

## После увольнения в запас
Жил в Екатеринбурге. С 2012 по 2013 годы — атаман Пятого отдела Оренбургского войскового казачьего общества — Екатеринбургского отдельского казачьего общества «Исетская линия». В феврале — августе 2013 года — начальник Межрегионального управления Федеральной службы по оборонному заказу по Уральскому федеральному округу.
8 сентября 2013 года избран депутатом Екатеринбургской Городской Думы VI созыва по списку избирательного объединения "Свердловское региональное отделение ВПП «Единая Россия». Являлся депутатом до истечения срока полномочий созыва в 2018 году. С 2015 по 2019 годы работал директором Центрального парка культуры и отдыха имени В. Маяковского в Екатеринбурге. В 2015 году несколько месяцев находился в зоне войны на востоке Украины, по его словам — осуществлял руководство гуманитарными миссиями, по утверждению украинской стороны — участвовал в деятельности министерства государственной безопасности Луганской Народной Республики.
Был членом совета ветеранов Росгвардии.
Скончался от онкологического заболевания 30 августа 2021 года в Екатеринбурге. Похоронен с воинскими почестями на Широкореченском кладбище.

## Семья
Был женат; трое детей — три сына

## Награды
- Медаль «Золотая Звезда» Героя России (1.12.1995; № 247),
- Орден Мужества (февраль 1995),
- Орден «За военные заслуги» (апрель 2009),
- Медали СССР,
- Медали РФ.

## Санкции
Украинское Национальное агентство по предотвращению коррупции в 2021 году внесло Р. А. Шадрина в санкционный список Украины.